# 6 Жовтня (губернаторство)
6 Жо́втня (араб. محافظة السادس من أكتوبر) — колишнє губернаторство в Єгипті. Було утворене у квітні 2008 року — до цього було частиною губернаторства Гіза. Розташоване на захід від південної частини дельти Нілу.
У губернаторстві є чотири вищих навчальних заклади, серед них — Університет 6 жовтня.
Крім житлових районів, тут знаходяться кілька промислових зон, розвинена туристична та розважальна інфраструктура — Дрім-Ленд, Ройял-Гарденз, Нью-Гіза, Палм-Гіллз та ін.
Населення — 2 581 059 осіб (2006).
14 квітня 2011 року губернаторство 6 Жовтня ліквідоване, і його територія знову відійшла до губернаторства Гіза.

## Найбільші міста
| № | Місто         | Населення, осіб (2006) |
| - | ------------- | ---------------------- |
| 1 | 6 Жовтня      | 154 093                |
| 2 | Ель-Ахрам     | 130 267                |
| 3 | Ель-Хавамдія  | 109 314                |
| 4 | Кірдаса       | 77 121                 |
| 5 | Аусім         | 67 485                 |
| 6 | Ель-Бадршейн  | 63 836                 |
| 7 | Абу-ен-Нумрус | 57 766                 |
| 8 | Ель-Аят       | 34 586                 |
| 9 | Еш-Шейх-Заєд  | 29 422                 |